# Reichswarenzeichenregister

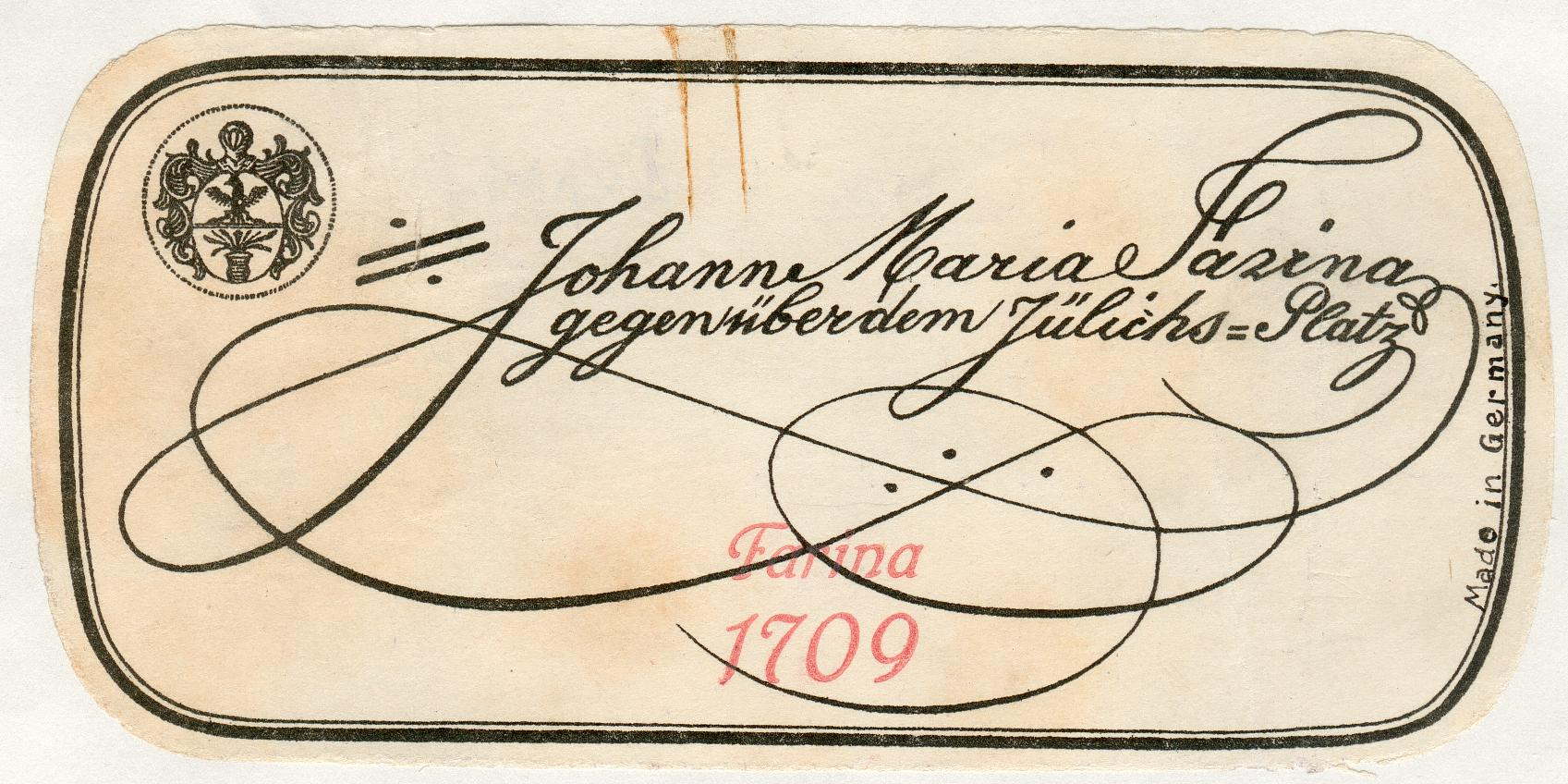
Das erste eingetragene Warenzeichen war der rokokohaft geschwungene Schriftzug des Herstellers von Eau de Cologne Johann Maria Farina gegenüber dem Jülichs-Platz.

Das Reichswarenzeichenregister war eine Zeichenrolle zur Eintragung von Markenzeichen zum Zwecke des Markenschutzes im Deutschen Reich, häufig abgekürzt zu RWZR bzw. in der damals gebräuchlicheren Schreibweise R.W.Z.R.

## Geschichte
Um seine Produkte gegen Billignachahmer zu schützen, brachte Lothar von Faber im Frühjahr 1874 eine Petition in den Deutschen Reichstag ein. Diese war Veranlassung für das Gesetz über den Markenschutz, das in der Fassung vom 30. November 1874 im Deutschen Reichsanzeiger bekanntgemacht und am 1. Mai 1875 in Kraft gesetzt wurde.
Dieses Gesetz schützte zunächst nur Bildmarken. Die Eintragung bildlicher Warenzeichen erfolgte ab 1875 beim jeweils zuständigen Amtsgericht.
Im Jahr 1894 wurde das Warenbezeichnungsgesetz erlassen, amtlich: Gesetz zum Schutz der Waarenbezeichnungen, um die in der Praxis festgestellten Mängel des ersten Gesetzes zu beheben. Neben dem Fehlen des Schutzes für Wortmarken oder Bild-Wort-Marken und einer Eintragungsmöglichkeit für kleine Handwerksbetriebe ohne Handelsregistereintrag, wurde an der Regelung von 1874 vor allem die fehlende Zentralisierung kritisiert. Die Prüfung der Anträge erfolgte dadurch nur sehr eingeschränkt und es wurden auch immer wieder schutzunfähige Zeichen eingetragen. Ohne eine Zentralstelle für das Eintragungsverfahren mit übergreifendem Register aller Zeichen, war weder eine einheitliche Eintragungspraxis, noch ein zuverlässiger Gesamtüberblick über die eingetragenen Zeichen möglich.
Das Gesetz von 1894 verlegte die Zuständigkeit von den Amtsgerichten auf das bereits 1877 gegründete Kaiserliche Patentamt nach Berlin, nach dessen Umbenennung im Jahr 1919 auf das Reichspatentamt. Ab diesem Zeitpunkt erfolgten die Eintragungen von Bild- und erstmals auch Wortmarken in ein einheitliches Zentralregister. Jedoch hat nicht jeder Hersteller seine Handels- oder Fabrikmarken auch tatsächlich angemeldet und eintragen lassen. Ein „Benutzungszwang“ für das Register wurde erst im Jahr 1967 in eine spätere gesetzliche Regelung zum Schutz von Warenzeichen aufgenommen.
Nach Ende des Zweiten Weltkriegs musste das Patentamt – wie alle Reichsbehörden – seine Arbeit einstellen. Für den wesentlich umfangreicheren Nachfolger des Reichswarenzeichenregisters ist heute das Deutsche Patent- und Markenamt zuständig.

## Aufbau
Nach einer Bekanntmachung vom 8. Februar 1875 hatte das Zeichenregister folgenden Aufbau:
1. Name der Firma, Hauptniederlassung und Ort der Eintragung in das Handelsregister
2. Tag und Stunde der Anmeldung
3. Warengattung für die das Warenzeichen vorgesehen ist
4. figürliche Darstellung des Warenzeichens
5. sonstige Bemerkungen

Der Aufbau änderte sich durch das Gesetz zum Schutz der Waarenbezeichnungen in der zentralen Zeichenrolle ab 1894 wie folgt:
1. Eingangszeitpunkt statt Tag und Stunde der Anmeldung
2. Um die Beschränkung allein auf ins Handelsregister eingetragene Firmen aufzuheben, genügte „die Bezeichnung des Geschäftsbetriebs, in welchem das Zeichen verwendet werden soll“
3. ein Verzeichnis der Waren, für welche das Zeichen bestimmt ist
4. deutliche Darstellung und soweit erforderlich eine Beschreibung des Zeichens

## Marken
Besonders zahlreich haben deutsche Hersteller von Porzellan die von ihnen verwendeten Porzellanmarken beim Reichswarenzeichenregister eintragen lassen. Daher sind entsprechende Kürzel, vor allem R.W.Z.R. unter Sammlern von Porzellangegenständen bis heute gut bekannt.